# تيريز هاليبورتون
تيريز هاليبورتون (بالإنجليزية: Tyrese Haliburton)‏ هو لاعب كرة سلة أمريكي يلعب في مركز لاعب هجوم خلفي أو مدافع مسدد الهدف في نادي سكرامنتو كينغز.

## روابط خارجية
- تيريز هاليبورتون على موقع إن بي أي (الإنجليزية)
- تيريز هاليبورتون على موقع سبورتس رفرنس (الإنجليزية)
- تيريز هاليبورتون على موقع كرة السلة الأوروبية.كوم (الإنجليزية)
- تيريز هاليبورتون على موقع إي إس بي إن.كوم (الإنجليزية)
- تيريز هاليبورتون على موقع كلية كرة السلة في سبورتس رفرنس.كوم (الإنجليزية)
- تيريز هاليبورتون على موقع ريلجم (الإنجليزية)
- تيريز هاليبورتون على موقع بروبوليرز (الإنجليزية)